# XO (álbum de Leathermouth)
XO es el álbum debut de la banda de post-hardcore de Nueva Jersey
Leathermouth, lanzado el 27 de enero de 2009.
En octubre de 2008, la banda confirmó en su página web por medio de Frank Iero que acababan de firmar por la discográfica Epitaph Records, y que por lo tanto se esperaba el primer disco de la banda para enero de 2009.
El primer single del disco se lanzó el 3 de diciembre de 2008, «Bodysnatchers 4 Ever». Ese mismo día se dio a conocer el título y fecha de lanzamiento definitivos del álbum.
En el mismo mes de diciembre se publicó la portada del álbum y el tracklist del mismo, a través de la página web de Epitaph Records, y se informó de que estaría disponible en todo el mundo.
En febrero fue lanzado el vídeo promocional de «Bodysnatchers 4 Ever», por parte de Epitaph Records y Skeleton Crew.
XO ha recibido opiniones favorables de la crítica, tratándose de su primer disco. Por ejemplo destacan las 4 estrellas de una revista de tal importancia como Kerrang!.

## Lista de canciones
1. 5th Period Massacre
2. Catch Me If You Can
3. This Song Is About Being Attacked By Monsters
4. I Am Going To Kill The President Of The United States Of America
5. Murder Was The Case That They Gave Me
6. Sunsets Are For Muggings
7. My Lovenote Has Gone Flat
8. Your Friends Are Full Of Shit
9. Bodysnatchers 4 Ever
10. Leviathan

iTunes bonus track
1. Myself

## Créditos
- Frank Iero - voces
- Bobbie Venom - guitarras, voces
- Eddie Auletta - guitarras
- Hambone - bajo, voces
- James Dewees - batería, percusión